# أوغليغورسك (مقاطعة ساخالين)
أوغليغورسك، ساخالين أوبلاست (الروسية: Углегорск) هي إحدى مدن روسيا في الكيان الفدرالي الروسي ساخالين أوبلاست.

## المناخ
يظهر الجدول التالي التغييرات المناخية على مدار السنة لأوغليغورسك:
| البيانات المناخية لـأوغليغورسك    | البيانات المناخية لـأوغليغورسك | البيانات المناخية لـأوغليغورسك | البيانات المناخية لـأوغليغورسك | البيانات المناخية لـأوغليغورسك | البيانات المناخية لـأوغليغورسك | البيانات المناخية لـأوغليغورسك | البيانات المناخية لـأوغليغورسك | البيانات المناخية لـأوغليغورسك | البيانات المناخية لـأوغليغورسك | البيانات المناخية لـأوغليغورسك | البيانات المناخية لـأوغليغورسك | البيانات المناخية لـأوغليغورسك | البيانات المناخية لـأوغليغورسك |
| الشهر                             | يناير                          | فبراير                         | مارس                           | أبريل                          | مايو                           | يونيو                          | يوليو                          | أغسطس                          | سبتمبر                         | أكتوبر                         | نوفمبر                         | ديسمبر                         | المعدل السنوي                  |
| --------------------------------- | ------------------------------ | ------------------------------ | ------------------------------ | ------------------------------ | ------------------------------ | ------------------------------ | ------------------------------ | ------------------------------ | ------------------------------ | ------------------------------ | ------------------------------ | ------------------------------ | ------------------------------ |
| الدرجة القصوى °م (°ف)             | −3 (27)                        | −1 (30)                        | 4 (39)                         | 11 (52)                        | 18 (64)                        | 21 (70)                        | 25 (77)                        | 25 (77)                        | 23 (73)                        | 17 (63)                        | 8 (46)                         | 1 (34)                         | 25 (77)                        |
| متوسط درجة الحرارة الكبرى °م (°ف) | −10.7 (12.7)                   | −7.9 (17.8)                    | −2.4 (27.7)                    | 4.6 (40.3)                     | 10.3 (50.5)                    | 14.8 (58.6)                    | 19.1 (66.4)                    | 21.1 (70.0)                    | 17.3 (63.1)                    | 9.7 (49.5)                     | 0.1 (32.2)                     | —                              | 5.7 (42.3)                     |
| المتوسط اليومي °م (°ف)            | −15.4 (4.3)                    | −13.7 (7.3)                    | −8.1 (17.4)                    | 0.6 (33.1)                     | 7.5 (45.5)                     | 13.7 (56.7)                    | 17.2 (63.0)                    | 17.1 (62.8)                    | 12.2 (54.0)                    | 4.9 (40.8)                     | −4.9 (23.2)                    | −12.4 (9.7)                    | 1.6 (34.9)                     |
| متوسط درجة الحرارة الصغرى °م (°ف) | −19.4 (−2.9)                   | −17.8 (0.0)                    | −12 (10)                       | −3.2 (26.2)                    | 1.8 (35.2)                     | 6.7 (44.1)                     | 11.4 (52.5)                    | 13.1 (55.6)                    | 8.3 (46.9)                     | 1.0 (33.8)                     | −7.7 (18.1)                    | −15 (5)                        | −2.7 (27.1)                    |
| أدنى درجة حرارة °م (°ف)           | −37 (−35)                      | −33 (−27)                      | −28 (−18)                      | −16 (3)                        | −8 (18)                        | −2 (28)                        | 2 (36)                         | 3 (37)                         | −1 (30)                        | −16 (3)                        | −23 (−9)                       | −36 (−33)                      | −37 (−35)                      |
| الهطول مم (إنش)                   | 32 (1.3)                       | 20 (0.8)                       | 25 (1.0)                       | 34 (1.3)                       | 46 (1.8)                       | 44 (1.7)                       | 71 (2.8)                       | 73 (2.9)                       | 77 (3.0)                       | 69 (2.7)                       | 59 (2.3)                       | 50 (2.0)                       | 600 (23.6)                     |
| المصدر:                           |                                |                                |                                |                                |                                |                                |                                |                                |                                |                                |                                |                                |                                |